# Flaga Vogelsang-Warsin
Flaga Vogelsang-Warsin – flaga gminy Vogelsang-Warsin. Zaprojektowana została przez mieszkańca Sagardu Gerharda Koggelmanna i 7 czerwca 2001 zatwierdzona przez Ministerstwo Spraw Wewnętrznych (Bundesministerium des Innern, für Bau und Heimat).

## Wygląd i symbolika
Prostokątny płat tkaniny o proporcji szerokości do długości 3:5 z trzema pasami. Od góry:
- zielony pas o szerokości 1/3 długości płata
- biały pas o szerokości 1/3
- niebieski pas o szerokości 1/3

Pośrodku flagi umieszczony jest herb Vogelsang-Warsin. Herb zajmuje 2/3 wysokości flagi, przy czym górna jego część na zielonym pasie, oraz dolna część na niebieskim pasie posiada biała obramówkę. 